# Playa de la Arena

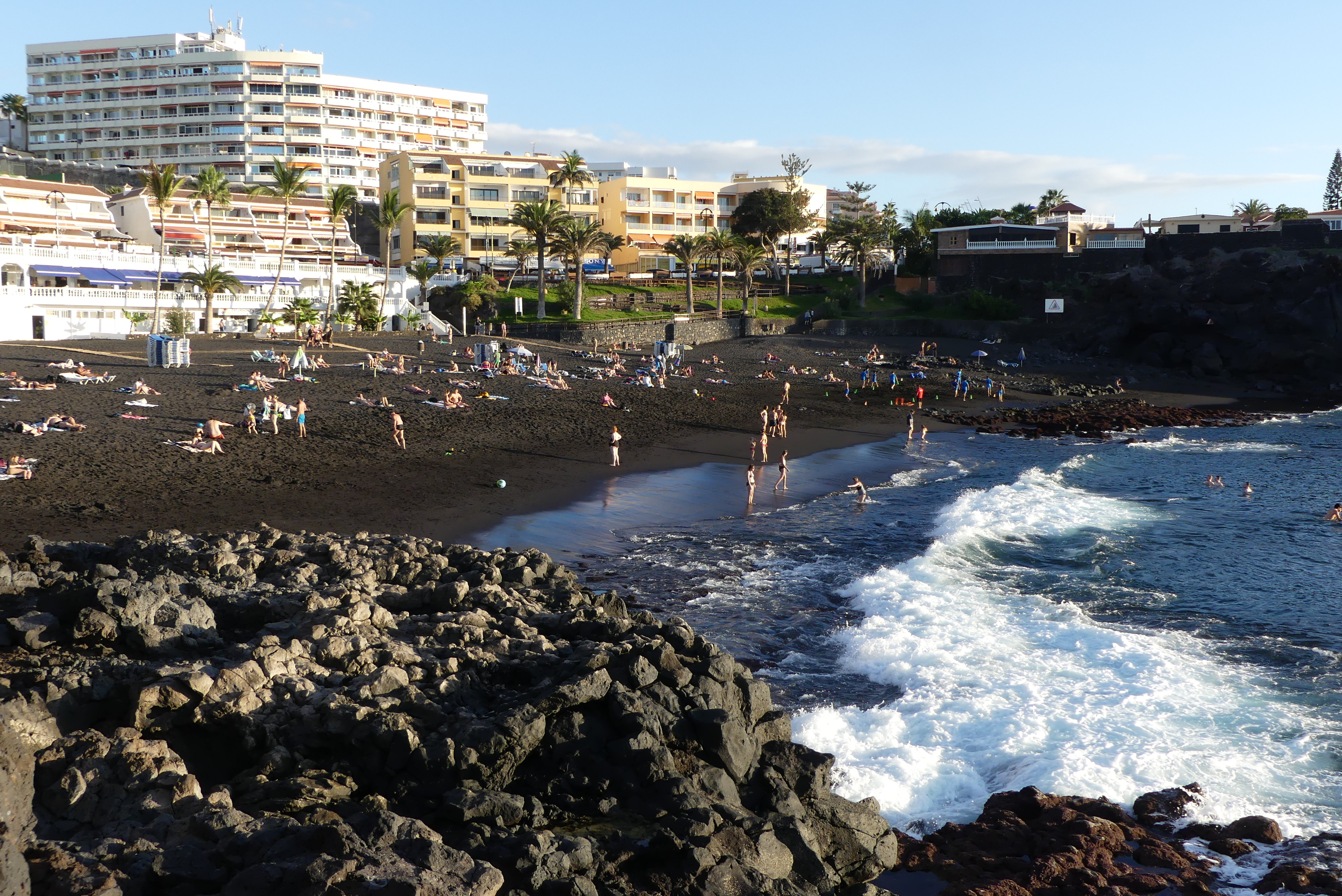
Strand Playa de la Arena

Playa de la Arena ist ein Küstenort in der Gemeinde Santiago del Teide im Westen Teneriffas. Die nahtlos in die benachbarten Ortschaften Puerto de Santiago und Los Gigantes übergehende Bebauung besteht großteils aus Hotels und Appartementanlagen, die auf eine touristische Nutzung ausgelegt sind.
Benannt ist der Ort nach seinem rund 150 Meter langen und bis zu 40 Meter breiten Strand (spanisch playa de la arena ‚Sandstrand‘), der mit dunklem Vulkansand bedeckt ist.